# Kantdunört
Kantdunört (Epilobium tetragonum) är en växtart i familjen dunörtsväxter. 